# Primera División de Uruguay 2015/2016
Primera División de Uruguay 2015/2016, även känt som Campeonato Uruguayo de Fútbol 2015–16, var den 114:e säsongen av Uruguays högstaliga Primera División. Det var den 85:e säsongen som ligan hade spelats professionellt. Säsongen bestod av två delar, Apertura och Clausura, som spelades av 16 lag. Säsongen bestod av 30 omgångar med två matcher mellan alla lag; en gång på vardera lagets hemmaplan. Vinst gav 3 poäng, oavgjort 1 poäng och förlust 0 poäng. Regerande mästare från föregående säsong var Nacional från Montevideo.